# Komárov (Tábori járás)
Komárov település Csehországban, a Tábori járásban. Komárov Vlastiboř, Zálší, Hodětín és Borkovice településekkel határos. Lakosainak száma 128 fő (2024. január 1.).

## Népesség
A település lakosságának változását az alábbi diagram mutatja:
| Lakosok száma | 275  | 291  | 242  | 177  | 154  | 127  | 119  | 124  | 125  | 128  |
|               | 1869 | 1890 | 1921 | 1950 | 1980 | 2001 | 2017 | 2019 | 2022 | 2024 |